# Альборз (Марказі)
Альборз (перс. البرز) — село в Ірані, у дегестані Поль-е Доаб, у бахші Заліян, шагрестані Шазанд остану Марказі. За даними перепису 2006 року, його населення становило 198 осіб, що проживали у складі 68 сімей.

## Клімат
Середня річна температура становить 12,29 °C, середня максимальна – 30,67 °C, а середня мінімальна – -8,40 °C. Середня річна кількість опадів – 291 мм.
| Клімат поселення                              | Клімат поселення | Клімат поселення | Клімат поселення | Клімат поселення | Клімат поселення | Клімат поселення | Клімат поселення | Клімат поселення | Клімат поселення | Клімат поселення | Клімат поселення | Клімат поселення | Клімат поселення |
| Показник                                      | Січ.             | Лют.             | Бер.             | Квіт.            | Трав.            | Черв.            | Лип.             | Серп.            | Вер.             | Жовт.            | Лист.            | Груд.            |                  |
| Середній максимум, °C                         | 7,72             | 9,60             | 13,43            | 18,66            | 23,69            | 28,78            | 30,67            | 30,48            | 25,88            | 20,30            | 14,30            | 8,48             |                  |
| Середня температура, °C                       | −0,35            | 1,54             | 5,37             | 10,62            | 15,65            | 20,74            | 24,64            | 24,45            | 19,84            | 14,27            | 8,26             | 2,44             |                  |
| Середній мінімум, °C                          | −8,4             | −6,52            | −2,67            | 2,54             | 7,58             | 12,68            | 18,61            | 18,42            | 13,81            | 8,24             | 2,24             | −3,6             |                  |
| Норма опадів, мм                              | 44               | 40               | 52               | 37               | 31               | 5                | 1                | 1                | 0                | 9                | 28               | 43               |                  |
| Середньомісячна швидкість вітру, м/с          | 2.02             | 2.63             | 3.14             | 3.30             | 2.93             | 2.50             | 2.54             | 2.54             | 2.37             | 2.19             | 1.71             | 1.86             |                  |
| Середньомісячна сонячна радіація, кДж/м²·день | 9059             | 12367            | 14911            | 18299            | 22215            | 26950            | 25803            | 24079            | 21263            | 15699            | 10906            | 8826             |                  |
| --------------------------------------------- | ---------------- | ---------------- | ---------------- | ---------------- | ---------------- | ---------------- | ---------------- | ---------------- | ---------------- | ---------------- | ---------------- | ---------------- | ---------------- |
| Джерело:                                      |                  |                  |                  |                  |                  |                  |                  |                  |                  |                  |                  |                  |                  |